# Гайдроп
Гайдроп (от англ. guide-rope, «направляющий канат») — регулятор движения подводных и воздухоплавательных средств XIX—XX вв., свободно свисающий с воздушного шара или батискафа канат с расплетённым концом (или якорная цепь).

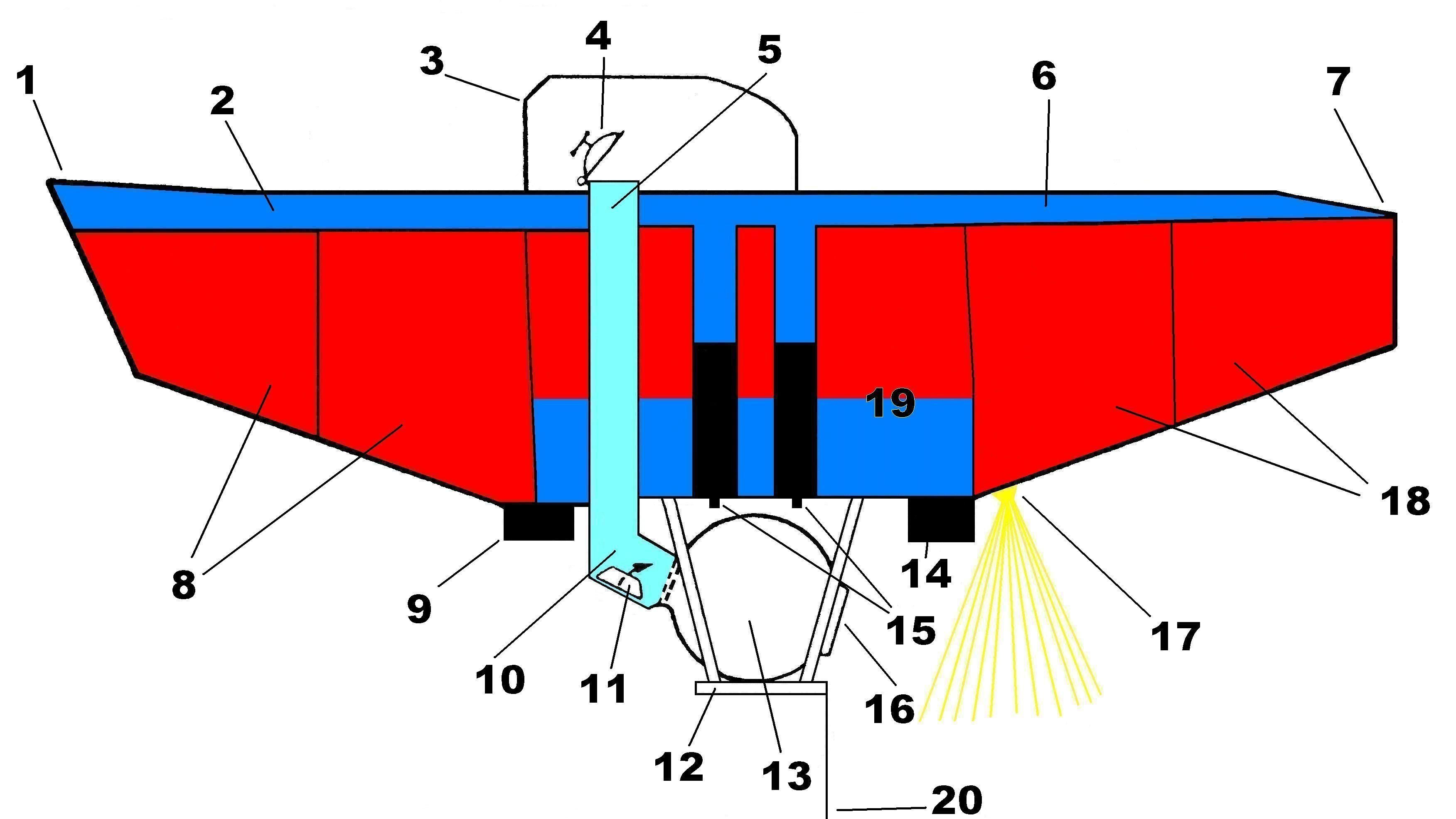
Схема батискафа FNRS-3. Меткой 20 обозначен гайдроп.

Изобретателем гайдропа традиционно считается британский воздухоплаватель Чарльз Грин (1785-1870). Оригинальная техника управления аэростатом с помощью гайдропов была разработана в 1880-х годах шведским воздухоплавателем Саломоном Андре, но опровергнута на практике в ходе его неудачной экспедиции к Северному полюсу на воздушном шаре «Орёл». 

## Применение
Согласно «Военной энциклопедии Сытина», длина гайдропа для аэростата составляла 60—120 метров (хотя у Жюль Верна упоминается и 150-метровый гайдроп), вес — около 4% от подъёмной силы аэростата, основное назначение — регуляция мягкости посадки: когда гайдроп начинает ложиться на землю, вес аэростата уменьшается, и соответственно уменьшается его вертикальная скорость. Если при этом подъёмная сила аэростата по какой-то причине увеличится и он начнёт подниматься, то вес поднимаемого с земли гайдропа уравновесит подъемную силу и замедлит подъём. Дополнительным назначением являлось уточнение места, над которым находится аэростат.

## В художественной литературе
Техника применения гайдропов подробно описана в новелле Эдгара По «Небывалый аэростат» (The Balloon Hoax, 1844).